# مراونة الأولى (عنافجة)
مراونة الأولى (بالفارسية: مراونه یک) هي قرية وتقع في إيران في قسم عنافجة الريفي. يقدر عدد سكانها بـ 441 نسمة بحسب إحصاء 2016.